# Haren (Brussel)
Haren is een plaats en sinds 1921 onderdeel van de Belgische stad Brussel. Voordien was het een zelfstandige gemeente. Haren ligt in het noorden van het Brussels Hoofdstedelijk Gewest. Het hoofdkwartier van de NAVO is hier gelegen.

## Geschiedenis

### Middeleeuwen

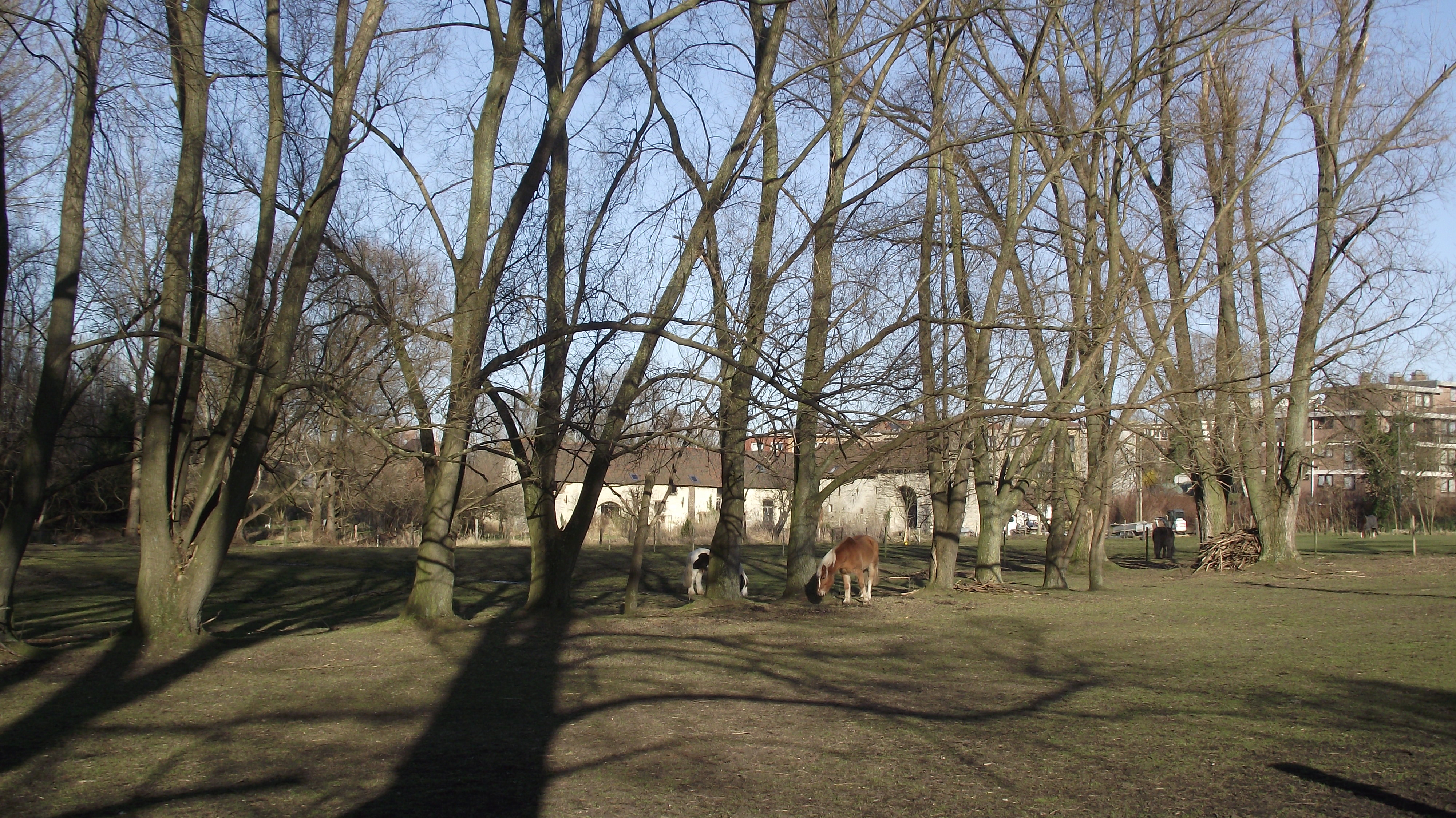
Oude boerderij "van Castrum"

Het dorp heeft zich hoofdzakelijk ontwikkeld tussen twee heuvels: de Dobbelenberg in het noorden en de Harenberg in het zuiden. Ten westen van het dorp ligt de vochtige Zennevallei, ten oosten ervan het landbouwplateau, waarvan een deel vroeger met heide begroeid was: het Harenheideveld. Destijds stroomden er ook meerdere waterlopen: de Beemdgracht en de Hollebeek, een restant van de oude Woluwe, die ter hoogte van Buda in de Zenne uitmondden. De Woluwe stroomde oorspronkelijk door het noorden van de gemeente, maar werd in 1208 door hertog Hendrik I van Brabant naar Vilvoorde afgeleid. De huidige Hollebeek stroomt in de verlaten bedding van de Woluwe.
Een kleine kerk waarvan de oudste delen uit de elfde eeuw dateren beheerst het dorpscentrum. Uit dezelfde periode stamt het Castrum, een vierkante boerderij die de toegang langs de Zenne moest beheren, en voorheen met moerasgrond was omgeven. De Verdunstraat die dwars door het dorp loopt, is in feite de oude weg naar Keulen: de "oude Keulsche weg". Ze volgt het tracé van een nog oudere secundaire Romeinse weg of deverticulum, die van Vlaanderen naar Duitsland liep.

### Moderne Tijd
Op het eind van het ancien régime werd Haren een gemeente. In de jaren 1820, wordt onder het Verenigd Koninkrijk der Nederlanden de bestaande weg van Brussel naar Diegem (ten oosten van Haren) verhard, de huidige N21, en wordt deze nieuwe 'steenweg' verlengd tot Kampenhout. Rond het midden van de negentiende eeuw worden de eerste straten in het dorpscentrum en de huidige Harenheidestraat (verbinding met de Haachtsesteenweg) verhard. Op 5 mei 1835 wordt spoorlijn 25 geopend, de eerste spoorlijn op het Europese continent. Haren krijgt een station op deze spoorlijn, dat sinds 1880 bekend zal staan als het station Haren-Noord. In 1866 werd vervolgens een tweede spoorlijn aangelegd, net ten zuiden van het dorp, met een halte Haren-Zuid, geopend in 1887.
In de jaren 1880 begint de industrie zich te ontwikkelen rond het station Haren-Noord. Rond de eeuwwisseling wordt het vormingsstation van Schaarbeek uitgebreid naar het noorden, ten westen van Haren. In dezelfde periode vestigen veel bedrijven actief in de zware industrie zich in het gebied ten noorden van het dorp, rond het gehucht Haren-Buda. Veel van deze bedrijven, zoals Fobrux Haren, werden via de private spoorweg Chemin de Fer Industriel de Haren verbonden met het hoofdspoorwegennet. De CFI werd opgericht in 1908 en had haar kantoren, stelplaats en onderhoudsplaatsen in Buda.
In het begin van de twintigste eeuw werd begonnen met de aanleg van spoorlijn 26 en kreeg Haren een derde station: een goederenstation dat later Haren-Linde genoemd zou worden. Tussen 1912 en 1933 breidde het vormingsstation van Schaarbeek enorm uit, waarbij alle weilanden in de Zennevallei verdwenen tot vlak tegen de huidige Ganzenweidestraat.

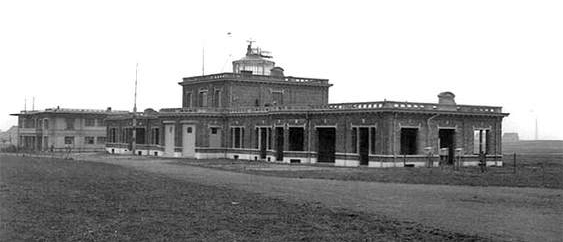
Luchthaven Haren in 1929

Tijdens de Eerste Wereldoorlog bouwde de Duitse bezetter een vliegveld in Haren, dat nadien werd uitgebouwd tot de eerste nationale luchthaven van België. In 1921 werd de gemeente Haren door de stad Brussel geannexeerd. De laatste Harense burgemeester was Arthur Maes.
De eerste vliegtuigterminal en oudste -terminal van België werd in 2007 afgebroken om plaats te maken voor de gebouwen van de NAVO. Het nieuwe hoofdkwartier van de NAVO neemt nu meer en meer de vrijgemaakte oppervlakte van het vroegere vliegveld in. Het vliegveld verhuisde in de jaren 1950 naar Melsbroek en Zaventem.
Een klein deel van de deelgemeente is vandaag nog woonzone. Het dorp heeft nog een landelijk karakter, maar wordt volledig ingesloten door spoorwegen en industriezones. Dat is de reden waarom het dorp slechts in kleine mate verfranst is. De bevolking vormt slechts een kleine minderheid binnen de grootstad Brussel en heeft daardoor slechts weinig politiek gewicht.

## Bezienswaardigheden
- De Sint-Elisabethkerk
- De Tuinwijk Cité Paroisse (Paul Hamesse, 1927)
- Het NAVO-hoofdkwartier

## Natuur en landschap
Haren ligt in een sterk verstedelijkt gebied en is omsloten door (spoorweg-)infrastructuur terwijl ten westen van Haren het Kanaal Brussel-Schelde loopt. Er zijn diverse spoorwegknooppunten en emplacementen. De hoogte bedraagt ongeveer 30 meter.

## Economie
Talrijke bedrijven zijn in het oostelijk en het noordelijk deel van Haren gevestigd, waaronder SABCA en Worldline. De NAVO en EUROCONTROL hebben beide hun zetel en hoofdkantoor in Haren gevestigd.
Industriegronden langsheen het Zeekanaal Brussel-Willebroek, nu in beheer door de Haven van Brussel tot de bekende Budabrug en het Noordelijk Waterzuiveringstation van Brussel liggen op Harens grondgebied. Haren bezit ook een Computermuseum.
Naar aanleiding van de geplande bouw van 130 woningen in een groene zone en de bouw van de gevangenis van Haren werden er meer dan 700 handtekeningen verzameld om van Haren een onafhankelijke gemeente te maken. De helft van de stemgerechtigde bewoners vinden dat Brussel van Haren "een vuilbak" maakt en lijkt het beter om een onafhankelijke gemeente te worden of zich aan te sluiten bij Machelen en Diegem, waar het dorp historisch al een sterkere band mee heeft.

## Onderwijs
Hoewel Haren een kleine deelgemeente is van de stad Brussel zijn er wel drie scholen te vinden:
- Basisschool Kameleon: Nederlandstalige vrije basisschool van het Vrij Gesubsidieerd Onderwijs (Katholiek onderwijs)
- Harenheideschool: Nederlandstalige gemeentelijke basisschool van de Stad Brussel
- École Fondamentale de Haren: Franstalige gemeentelijke basisschool van de Stad Brussel

## Vervoer
Sinds de industriële revolutie is het dorp meer en meer ingesloten geraakt door spoorweginfrastructuur. Het centrum wordt omsloten door drie spoorlijnen, namelijk spoorlijn 25, 26 en 36. In het kader van het Diabolo-project werd ten noorden van het dorp een hoog spoorviaduct gebouwd voor de nieuwe spoorlijn 25N, die over andere spoorlijnen, die op taluds zijn gebouwd, heen gaat.
Momenteel beschikt Haren over twee stations langs deze spoorlijnen: station Haren-Zuid langs spoorlijn 36 en station Haren langs spoorlijn 26. Van 1880 tot 1935 bestond er een station Haren-Noord op lijn 25, even ten zuiden van het huidige station Buda (op de grens tussen de Vlaams-Brabantse gemeenten Vilvoorde en Machelen). Van 1935 tot 1976 bestond er een station Haren-Noord op spoorlijn 27, het huidige station Machelen (op het grondgebied van de Vlaams-Brabantse gemeente Machelen).
Het dorp wordt eveneens bediend door buslijn 64 van de MIVB. Het eerste vliegveld van België was grotendeels op Harens grondgebied gelegen. Het rangeerstation van de Belgische Spoorwegen NMBS omschreven als "Schaarbeek Vorming" ligt grotendeels op het grondgebied van de vroegere gemeente Haren. De 40 ha grote bus- en tramstelplaats van de Maatschappij voor het Intercommunaal Vervoer te Brussel (MIVB) is eveneens in Haren gevestigd.

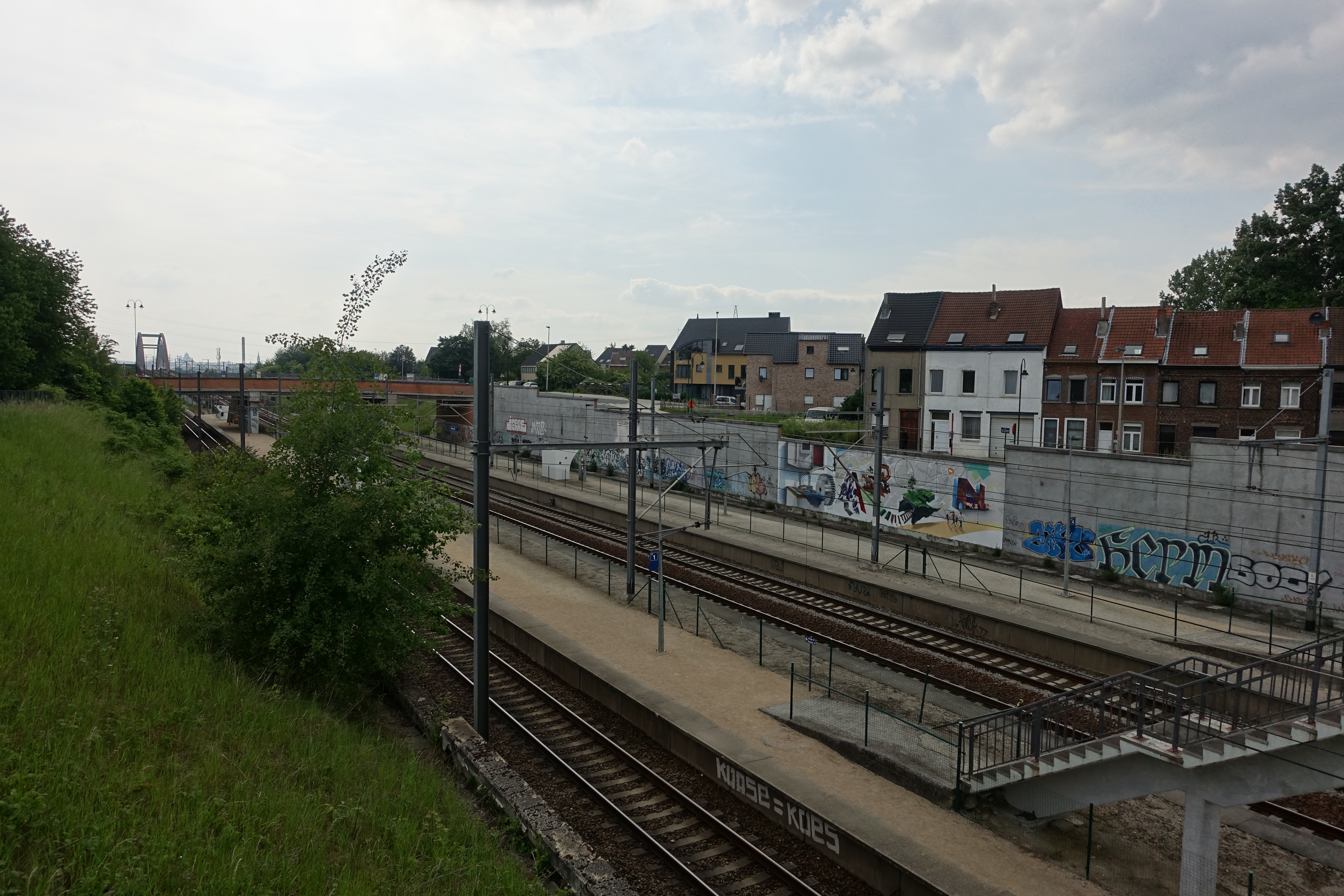
Station Haren-Zuid
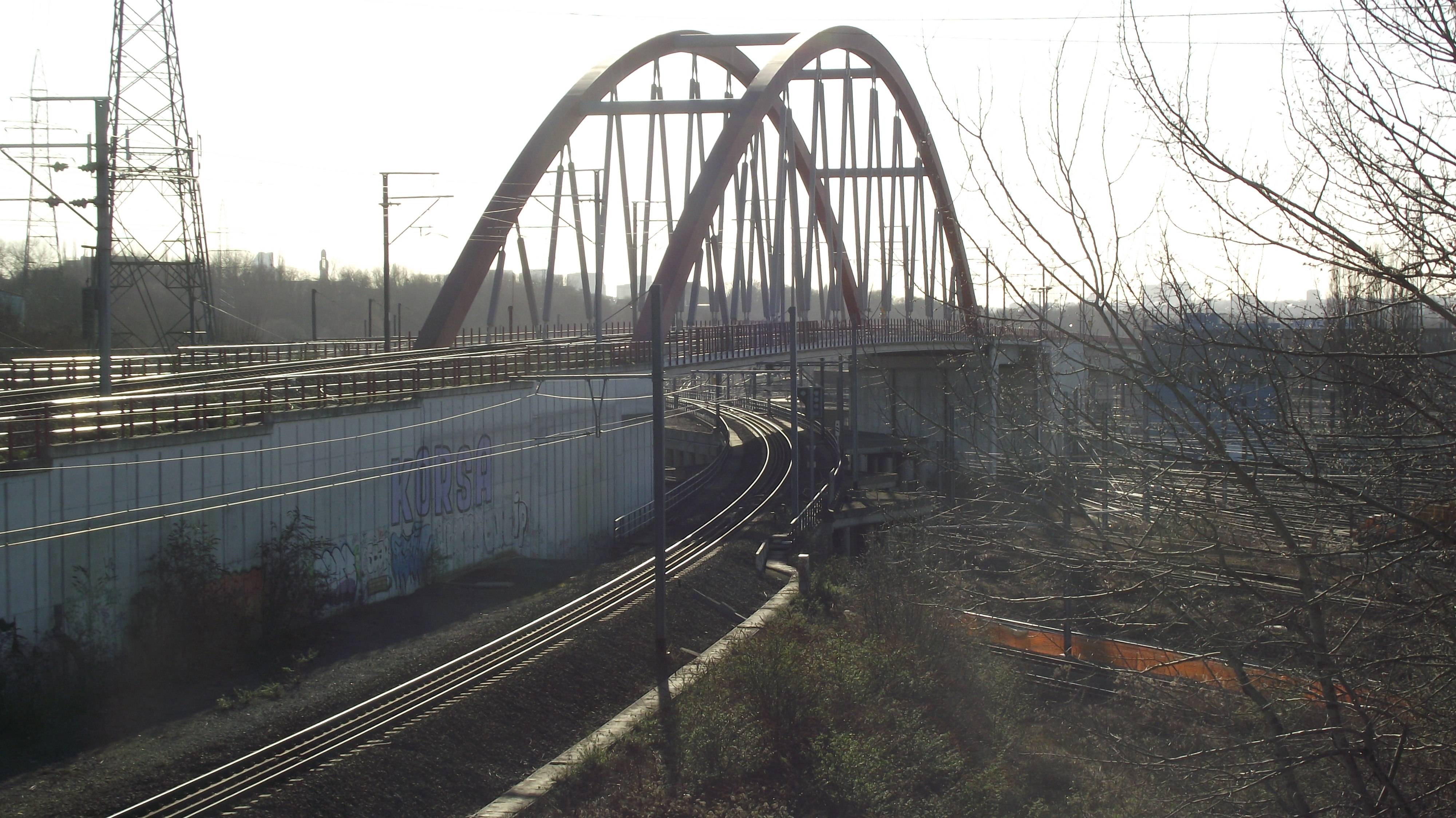
Spoorwegbrug ten westen van het dorp (lijn 36N)
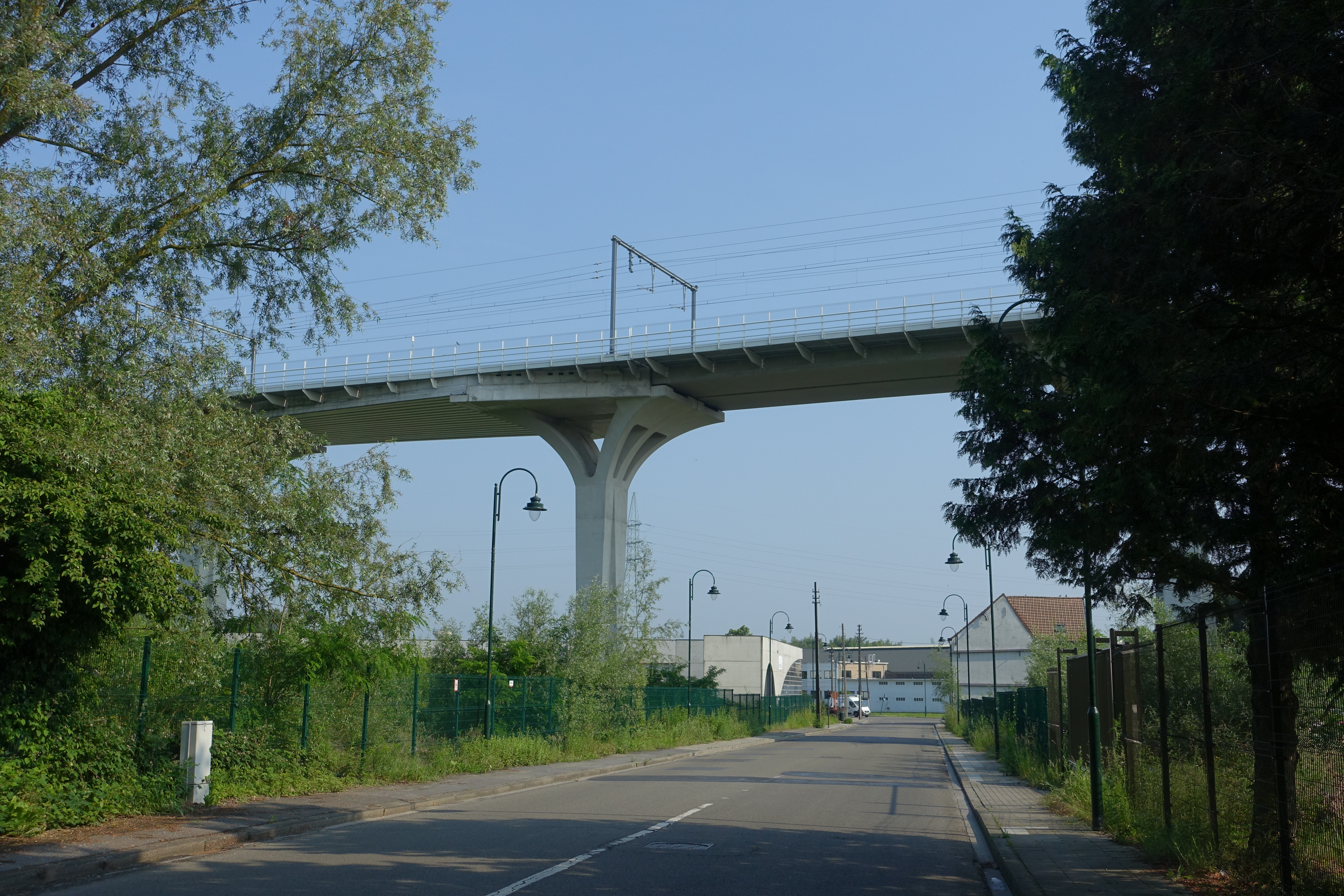
Spoorwegbrug ten noorden van het dorp (lijn 25N)

## Bekende inwoners
- Joe Van Holsbeeck, de scholier die in 2006 om een mp3-speler werd vermoord in het station Brussel-Centraal. De nieuwe straat Joe Van Holsbeeckpassage werd naar hem vernoemd.

## Nabijgelegen kernen
Diegem, Evere, Machelen, Neder-Over-Heembeek, Vilvoorde